# 华为美
华为美是一首由李幼容和臧思佳作词，郑冷横作曲的一首儿童歌曲，以华为手机和中国爱国主义为主题。歌曲于2019年2月25日以音乐视频的形式在中国珠海儿童合唱团周丹少儿声乐教室官方微信公众号上首次发布，随后在网络上走红。

## 作品内容
华为美在歌词中称赞了华为手机电池续航时间长、手机芯片为中国自主研发、造型优美、名字寓意「中华有为」等优点，并表示儿童应该从小树立远大的志向，长大后像华为一样为祖国作贡献。该音乐视频的主要拍摄地点为珠海大剧院门口的广场，参与表演与演唱的儿童有29名，分别来自中国内地、香港和澳门，并身着印有「中国」、「China」字样的T恤。

## 创作背景
2018年7月，美國、澳大利亞、加拿大、紐西蘭、英國等国以網絡安全風險为由对华为的产品进行限制。2018年12月1日，華為公司現任副董事長兼財務長孟晚舟被加拿大警方逮捕。

## 评价

### 官方回应
该歌曲的音乐视频发布之后，华为官方新浪微博帐号花粉俱乐部表示该歌曲并非由华为官方制作，而是由喜欢华为的爱好者所制作，先前并不知情；并对支持华为的用户表示感谢，并承诺会继续把华为的产品做得更好，以回馈消费者的信任与支持。

### 正面评价
有网友表示，华为美旋律动听，且参与作词作曲的是年龄较高的老艺术家，能够对中国出品的作品如此热爱，值得钦佩。有网友表示，歌曲体现了中国的强大，对此感到自豪。

### 负面评价
有网友表示，歌词用语不自然，听起来很尴尬。有网友表示，歌词中提到的中国自主研发的芯片真实性存疑。有网友表示该歌曲可能会起到适得其反的负面效果。